# NGC 7562
NGC 7562 је елиптична галаксија у сазвежђу Рибе која се налази на NGC листи објеката дубоког неба.
Деклинација објекта је + 6° 41' 14" а ректасцензија 23h 15m 57,6s. Привидна величина (магнитуда) објекта NGC 7562 износи 11,6 а фотографска магнитуда 12,6. Налази се на удаљености од 48,902 милиона парсека од Сунца. NGC 7562 је још познат и под ознакама UGC 12464, MCG 1-59-24, CGCG 406-39, PGC 70874.